# Frederic Harrison
Pour les articles homonymes, voir Harrison.
Frederic Harrison, né le 18 octobre 1831 à Londres et mort le 14 janvier 1923 est un écrivain, juriste et historien britannique connu pour son engagement en faveur du positivisme.

## Jeunesse et famille
Né au domicile de ses parents, au 17 Euston Square, à Londres, il est le fils de Frederick Harrison (1799-1881), un courtier en bourse et de son épouse Jane, fille d'Alexander Brice installé dans le commerce du granit à Belfast. Son grand-père paternel est un entrepreneur du Leicestershire.
Il est baptisé à l'église Saint Pancras New Church de Euston, et passe son enfance à Muswell Hill, dans la banlieue nord de Londres où la famille s'est installée peu après sa naissance. En 1840, la famille emménage dans une maison conçue par son père au 22 Oxford Square, Hyde Park, à Londres. Avec ses autres frères Sidney et Lauwrence, Harrison reçoit d'abord les leçons d'un précepteur avant d'être scolarisé à St John's Wood. En 1843, il est admis à la King's College School, où il termine au deuxième rang de sa promotion en 1849.

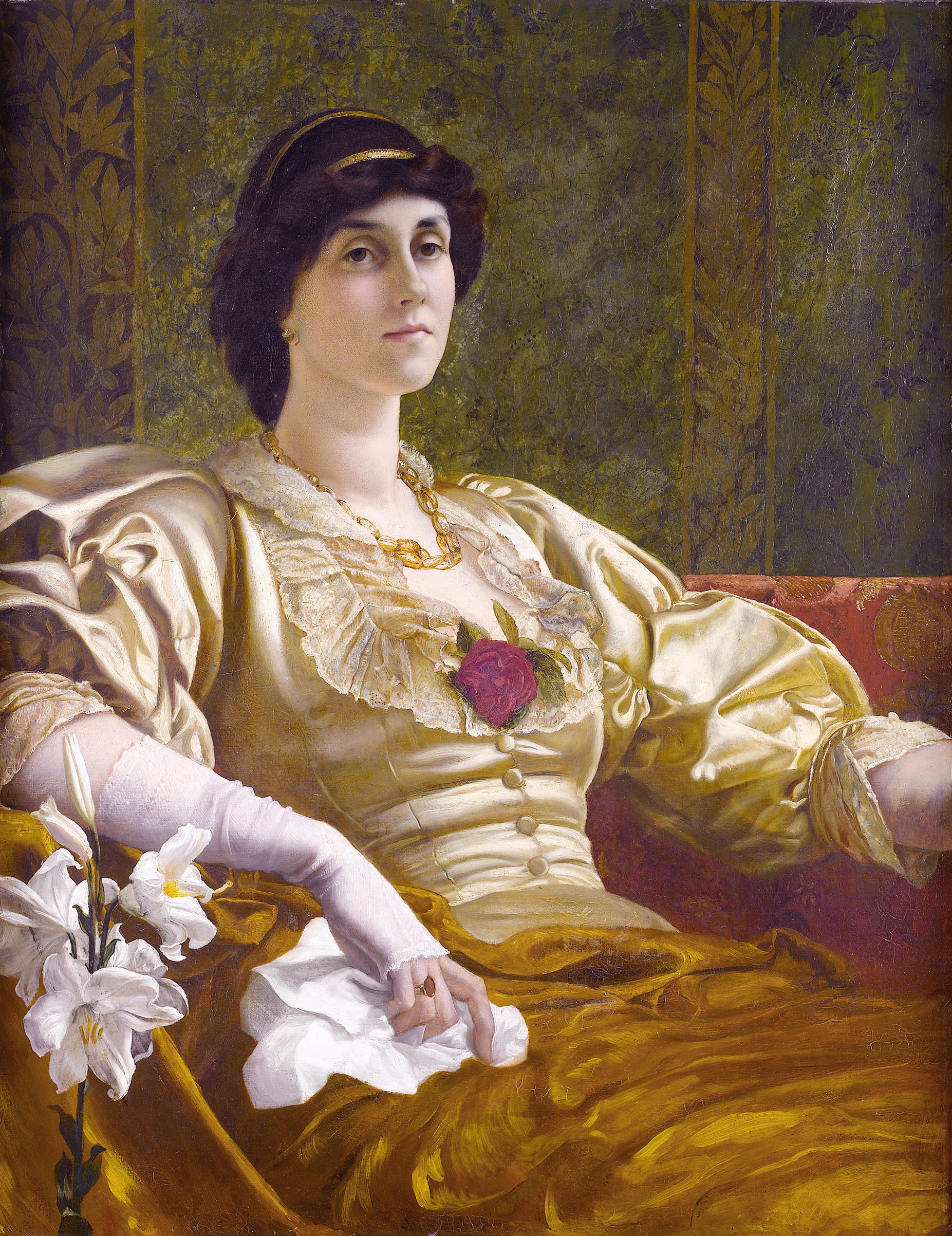
Ethel Bertha Harrison (1851-1916) (portrait de William Blake Richmond)

En 1870, il épouse Ethel Bertha, la fille d'un homonyme non apparenté, William Harrison, qui lui donne quatre fils, dont le journaliste et critique littéraire Austin Harrison et Christopher René Harrison, qui sera tué durant la Première Guerre mondiale. Le romancier George Gissing est un temps leur précepteur. En 1905, Harrison est l'auteur d'une préface à Veranilda, le dernier roman, inachevé, de Gissing.
En 1874, son père obtient un contrat de location du grand manoir de style Tudor de Sutton Place, près de Guildford, dans le Surrey, qu'il transmettra à son fils aîné Sidney, et dont Frederic Harrison publiera en 1893 l'histoire définitive sous le titre Annals of an Old Manor House: Sutton Place, Guildford (Annales d'une Ancienne Maison de maître: Sutton Place, Guildford).

## Oxford et le positivisme
En 1849, il obtient une bourse pour le Wadham College d'Oxford,  C'est là qu'il adhère à la philosophie positive, sous l'influence à la fois de son tuteur Richard Congreve et de celle des œuvres de John Stuart Mill et George Henry Lewes. Harrison se découvre opposé à Congreve sur des points de détail, ce qui finalement le conduira à scinder les positivistes de Grande-Bretagne en deux courants et à fonder Newton Hall en 1881. Il est président de l'English Positivist Committee (Comité positiviste d'Angleterre) de 1880 à 1905. il est également, en 1892, éditeur et contributeur du Positivist New Calendar of great Men  (Nouveau Calendrier positiviste des grands Hommes) et signe de nombreux articles sur Comte et le positivisme. Pendant plus de trois décennies, il est un collaborateur régulier de la revue Fortnightly Review (Revue Bimensuelle) qui prend souvent la défense du positivisme, en particulier du courant représenté par Comte.

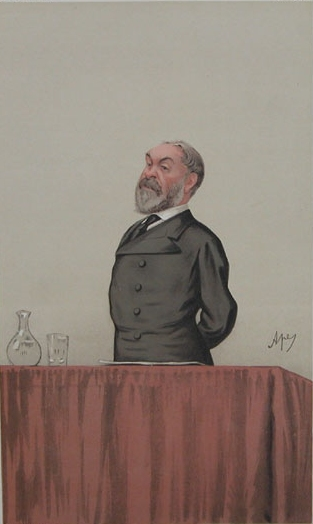
Caricature de Frederic Harrison par Carlo Pellegrini(d.1889) Ape, publié dans Vanity Fair, 23/1/1886. « Légende: L'apôtre du Positivisme ».

Parmi ses condisciples au Wadham College on compte Edward Spencer Beesly, John Henry Ponts, et George Earlam Thorley qui deviendront des dirigeants de la religion séculière de l'Humanité, ou comtisme, en Angleterre. Il se voit décerner un deuxième prix en rhétorique (Honour Moderations) en 1852 et un premier prix en humanités littéraires (Literae Humaniores) en 1853. L'année suivante il est élu membre (fellow) du collège et nommé tuteur, reprenant la charge de Congreve. Il rejoint alors le groupe libéral des diplômés de l'université d'Oxford qui comprend aussi Arthur Penrhyn Stanley, Goldwin Smith, Mark Pattison et Benjamin Jowett.
Harrison joue un rôle de premier plan dans la vie intellectuelle de son époque comme enseignant des religions, critique littéraire, historien et juriste. Ses écrits sur les sujets politiques, religieux et sociaux, sont souvent violemment controversés. Leurs jugements s'inscrivent dans une perspective historique selon un point de vue moderne et radical. Ce sont ceux d'un savant accompli, dont la vaste connaissance de la littérature s'allie à l'indépendance de la pensée et à une admirable vigueur dans le style. En 1907, il publie The Creed of a Layman (La Croyance d'un laïc) où l'on trouve son Apologia pro fide mea, une explication de sa position religieuse positiviste.

## Carrière juridique et dans l'édition
Il est inscrit au barreau en 1858 et, en plus de son exercice de la branche du droit commun de l'Equity, se distingue bientôt par ses contributions aux causes supérieures. Deux de ses articles, publiés dans la Westminster Review, attirent spécialement l'attention. Le premier, sur la question italienne, lui vaut les remerciements de Cavour. Le second sur l'ouvrage religieux collectif populaire Essays and Reviews (Essais et Critiques) qui aura pour effet, probablement involontaire, d'amplifier les attaques contre ce livre.
Quelques années plus tard, Harrison travaille à la mise en code des lois avec Lord Westbury, au sujet duquel il rédige une note intéressante incluse dans l'ouvrage de Nash sur la vie du chancelier. Son intérêt particulier pour la législation du travail de la classe ouvrière le mène à la tête de Commission des syndicats de 1867 à 1869. En 1969 et 1879, il est secrétaire de cette commission pour l'élaboration de la loi.  à partir de 1877 et jusqu'en 1889, il est professeur de jurisprudence et de droit international dans le cadre du Conseil d'enseignement du droit (Council of legal education). Il est aussi professeur de jurisprudence à l'Inns of court, et membre honoraire du Wadham College.
Ses principaux ouvrages historiques sont ses biographies de Cromwell (1888), de Guillaume le taciturne, (1897), de Ruskin (1902), et de Chatham (1905), son Sens de l'Histoire (Meaning of History , 1862 ; édition augmentée en 1894) et son Histoire Byzantine du Début du Moyen Âge (Byzantine History in the Early Middle Ages, 1900). Ses essais sur le Début de la Littérature Victorienne (Early Victorian Literature, 1896) et le Choix des Livres (The Choice of Books, 1886) sont des chefs-d'œuvre de générosité et de bon sens. En 1904, il publie un roman historique, Theophano ayant pour cadre la renaissance byzantine du Xe siècle et mettant en scène la figure de l'impératrice Théophano Anastaso. En 1906, il compose une tragédie en vers, Nicéphore sur le même thème.
Ses Annales d'un ancien manoir : Sutton Place à Guildford (Annals of an Old Manor House: Sutton Place, Guildford),d'abord publié à Londres en 1893 sous la forme d'in-quarto, puis réédité sous forme abrégée en 1899, est une étude détaillée de la famille Weston et du manoir d'importance architecturale de Sutton Place, construit par Sir Richard Weston vers 1525. Son père en ayant été le locataire dès 1874, l'auteur a disposé de nombreuses années d'accès libre pour se livrer directement à des recherches approfondies sur la demeure qu'il habitait.
En 1900, il prononce une conférence de prestige, la Sir Robert Rede Lecture à l'université de Cambridge.

## La politique
Radicaliste d'avant-garde et véhément en politique et progressiste dans les affaires municipales, Harrison se présente sans succès en 1886 aux élections parlementaires contre Sir John Lubbock dans la circonscription universitaire de l'Université de Londres. En 1889, il est élu échevin (alderman) du London County Council, mais démissionne en 1893.
Harrison a été un collaborateur régulier du journal syndicaliste de George Potter The Beehive (La Ruche), et de Commonwealth, un journal de  W. H. Riley militant en faveur de l'Association Internationale des travailleurs (International Working men's Association). Il est partisan de l'indépendance de la Pologne et de l'Italie, de l'Union pendant la Guerre de Sécession, des réformateurs du Comité de la Jamaïque de 1866, de la Commune de Paris et a été vice-président de la Reform League (Ligue pour la Réforme). Dans un article défendant la Commune de Paris qui a paru dans Fortnightly Review Harrison proclame : le statu quo est impossible. L'alternative est le Communisme ou le Positivisme.
Ses œuvres tardives sont :
- Mémoires Autobiographiques (Autobiographic Memoirs, 1911)
- L'Évolution Positive de la Religion (Positive Evolution of Religion, 1912)
- Le Péril allemand (The German Peril, 1915)
- Sur la Société (On Society 1918)
- la Jurisprudence et les Conflits des Nations (Jurisprudence and Conflict of Nations, 1919)
- Obiter Scripta (1919)
- Novissima Verba (1920).